# William Astbury
William Thomas Astbury (25 de febrer de 1898 - 4 de juny de 1961) va ser un físic i biòleg molecular anglès que va fer estudis pioners de difracció de raigs X de molècules biològiques. El seu treball sobre la queratina va proporcionar la base per al descobriment de l'hèlix alfa de Linus Pauling. També va estudiar l'estructura de l'ADN el 1937 i va fer el primer pas per aclarir-ne l'estructura.

## Carrera acadèmica
Després de graduar-se a Cambridge, Astbury va treballar amb William Bragg, primer a la University College de Londres i després, el 1923, al Laboratori Davy-Faraday de la Royal Institution de Londres. Els seus companys van incloure molts científics eminents, com Kathleen Lonsdale i J. D. Bernal i altres. Astbury va mostrar un gran entusiasme pels seus estudis i va publicar articles a la revista Classic Crystallography, com ara sobre l'estructura de l'àcid tartàric.
El 1928, Astbury va ser nomenat professor de Física dels Tèxtils a la Universitat de Leeds. Va romandre a Leeds durant la resta de la seva carrera, sent nomenat Lector de física tèxtil el 1937 i professor d'estructura biomolecular el 1946. Va ocupar la càtedra fins a la seva mort el 1961. Va ser elegit membre de la Royal Society (FRS) a 1940. És commemorat pel Centre Astbury de Biologia Molecular Estructural de Leeds.
Més tard va rebre molts premis i títols honorífics.